# Agam
Agam is een regentschap (kabupaten) in de provincie West-Sumatra, Indonesië. De hoofdstad van Agam is Lubuk Basung. Het gebied heeft een oppervlakte van ongeveer 2232 km² en er wonen zo'n 450.000 mensen.
Het regentschap ligt aan de westkust van Sumatra en grenst in het noorden aan het regentschap Pasaman Barat en Pasaman, in het oosten aan het regenschap Limapuluh Kota en in het zuiden aan de regentschappen Padang Pariaman en Tanah Datar.
Het regentschap is onderverdeeld in 16 onderdistricten (kecamatan):
- IV Angkat Candung
- Banuhampu
- Baso
- Canduang
- Kamang Magek
- IV Koto
- Lubuk Basung
- Malalak
- Matur
- IV Nagari
- Palembayan
- Palupuh
- Sungai Pua
- Tanjung Mutiara
- Tanjung Raya
- Tilatang Kamang

Het Danau Maninjau (het Maninjaumeer) ligt ook in Agam.

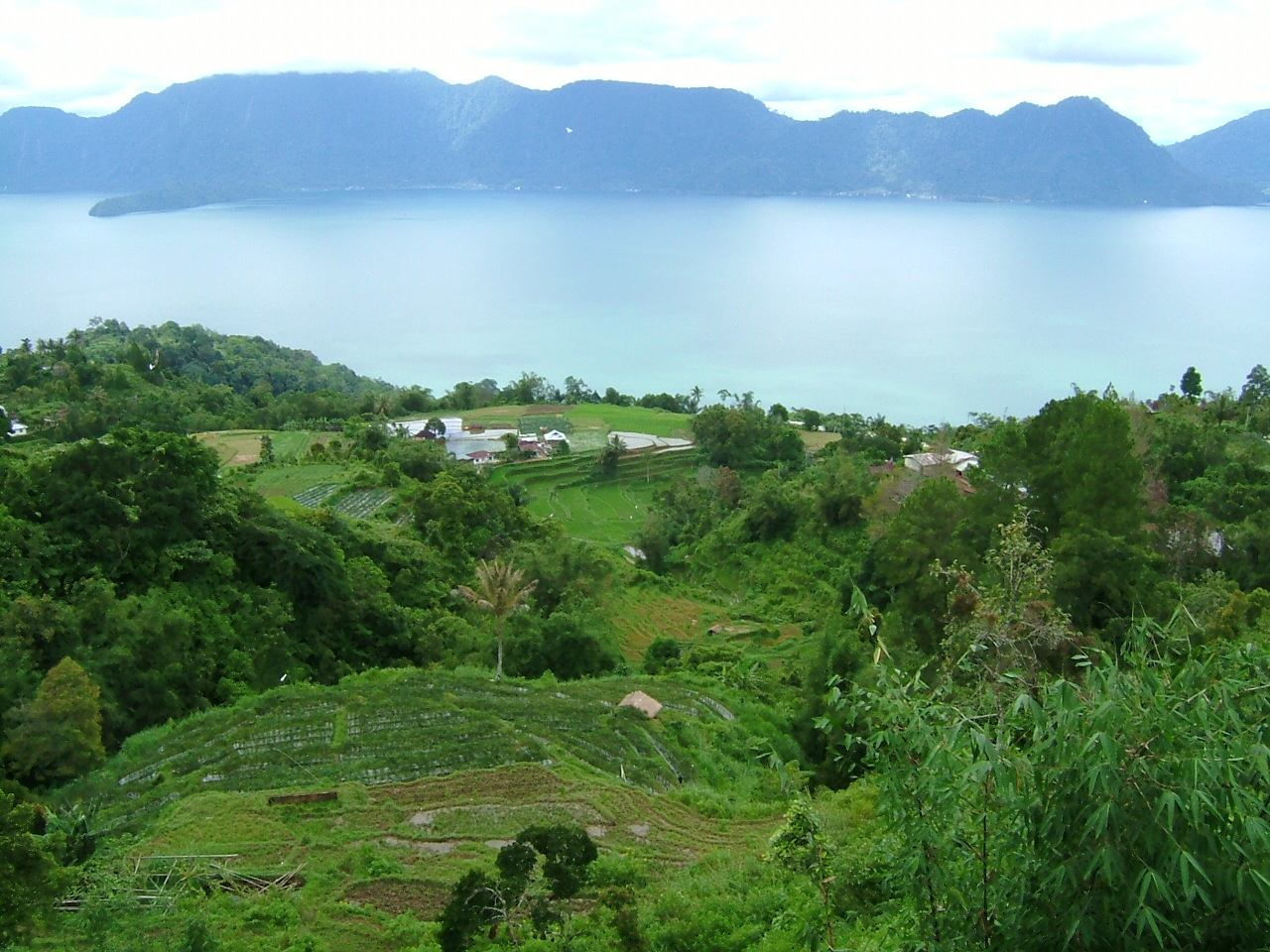
Het Maninjaumeer